# مايك مكنيل
مايك مكنيل (بالإنجليزية: Mike McNeill)‏ هو لاعب هوكي الجليد أمريكي، ولد في 22 يوليو 1966 في وينونا في الولايات المتحدة.

## وصلات خارجية
- مايك مكنيل على موقع دوري الهوكي الوطني (الإنجليزية)
- مايك مكنيل على موقع EliteProspects.com (الإنجليزية)
- مايك مكنيل على موقع HockeyDB.com (الإنجليزية)
- مايك مكنيل على موقع Hockey-Reference.com (الإنجليزية)